# أدريان إيليا
أدريان إيليا (بالرومانية: Adrian Ilie)‏ (26 نوفمبر 1981 بياش في رومانيا - ) هو لاعب كرة قدم روماني في مركز الدفاع. لعب مع بولتيهنيكا تيميسوارا ونادي زاخو ونادي ميروسلافا الرياضي العلمي ونادي يول بيتروشاني ‏ وبولي تيميشوارا ‏ وبوليتنيكا ياشي.